# Wivine de Grand-Bigard
Sainte Wivine de Grand-Bigard, née vers 1103 à Oisy, Cambrésis (Saint-Empire) et décédée le 17 décembre 1170 à Grand-Bigard, Brabant (Saint-Empire), est une ermite, moniale bénédictine et sainte brabançonne, considérée comme la fondatrice du monastère de Sainte-Wivine à Grand-Bigard.

## Biographie
Wivine était la fille d'Hugues d'Oisy. Née de parents pieux, elle souhaite dès l’âge de 15 ans se retirer du monde et se consacrer à Dieu dans la chasteté complète. Parmi ses prétendants il se trouvait un certain aristocrate du nom de Richard qui - écrit le biographe de la sainte[Qui ?] - en fut affecté au point d’en tomber malade. Wivine obtient sa guérison avant de mettre son projet à exécution.
À 23 ans elle quitte la maison paternelle et, avec quelques compagnes, se construit un oratoire et simple ermitage dans un bois près de Bruxelles, à Grand-Bigard. Comme le nombre de ses disciples augmente, le duc Godefroid de Brabant lui offre un terrain pour y construire un prieuré en 1133. La règle de saint Benoît y est adoptée, mais la fondation ne devient un prieuré que beaucoup plus tard, en 1245. Les moniales se placent sous la tutelle de l’Abbaye d'Affligem près d’Alost. La fondation reçut très longtemps la protection et les faveurs de la famille ducale de Brabant. Sur la fin de sa vie, Wivine (qui était sans doute supérieure, même si aucun document ne l’atteste) doit faire place à l’opposition de ses moniales qui lui reprochent ses trop sévères austérités.
Wivine meurt à Grand-Bigard le 17 décembre 1170 - date qui fixera le jour où elle est fêtée.

## Culte et souvenir
Après sa mort, le monastère de Grand-Bigard devint lieu de pèlerinage très fréquenté. La vie de sainte Wivine inspira plusieurs écrivains des 15e et 17e siècles.

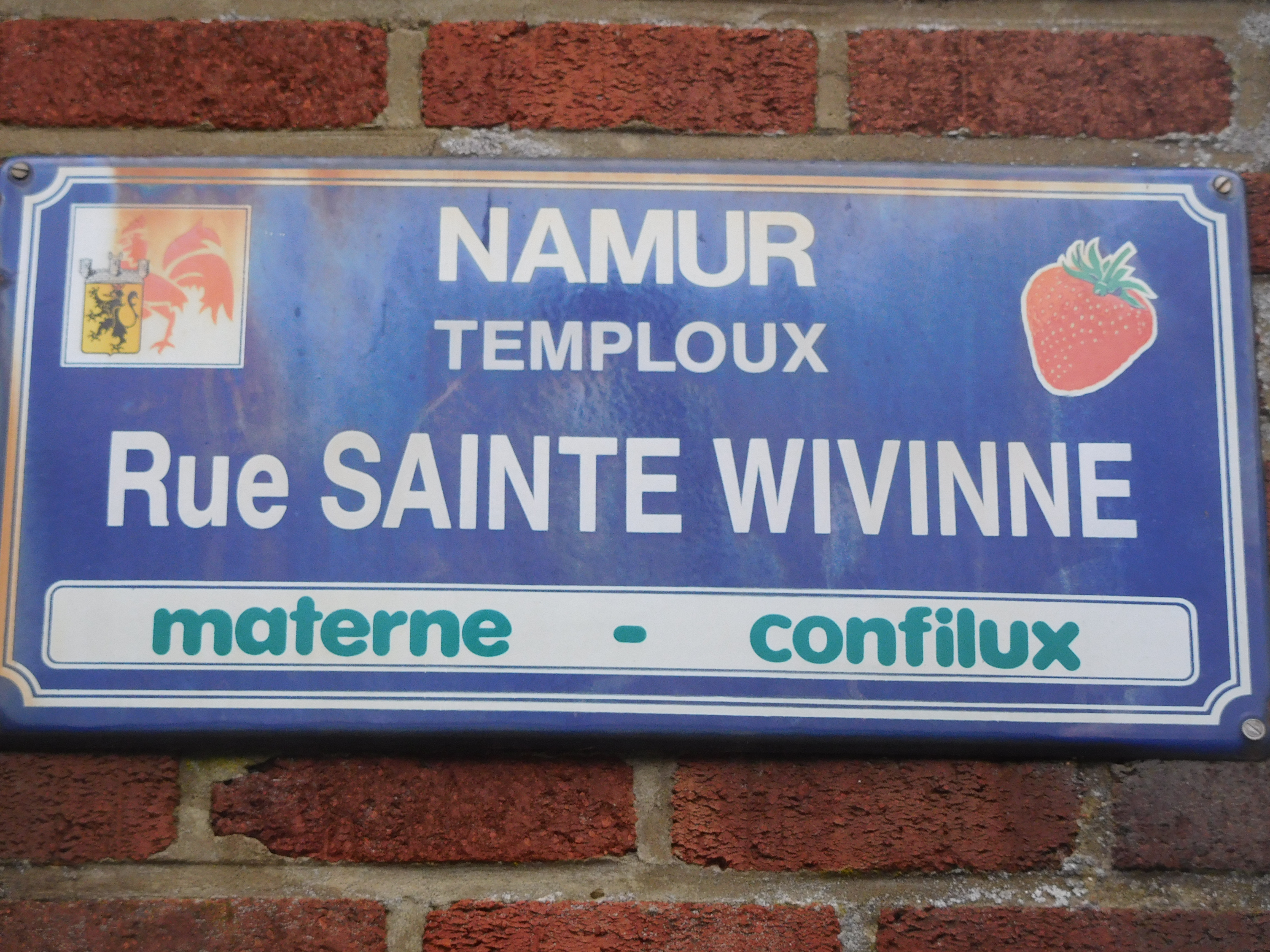
La 'rue Sainte-Wivine', à Temploux, conduit à la chapelle homonyme.

En 1719, les reliques de la sainte avaient été déposées dans une nouvelle châsse en argent par Philippe van der Noot, évêque de Gand.
Le 19 mai 1755, le vicomte d'Angest, seigneur d'Ohain, offre à la paroisse Saint-Etienne d'Ohain une partie de la mâchoire de la sainte, que sa mère tenait de l'évêque de Gand ; l'évêque de Namur autorise l'exposition et la vénération des reliques dans l'église et le village devient un important centre de dévotion à sainte Wivine : entre autres, une procession annuelle lui est dédiée fin septembre depuis 1755.
En 1805, la dernière abbesse de la communauté de Grand-Bigard vint déposer au Sablon à Bruxelles les précieuses reliques de Wivine. Elles s'y trouvent toujours (2015).
Le psautier de Wivine se trouve dans l’église Saint-Lambert d’Orbais (près de Perwez) où se trouvait une confraternité dédiée à Sainte-Wivine.
On se souvient également de sainte Wivine à Chastre (chapelle), Sart-Risbart et Incourt (rue Sainte-Wivine), Temploux (chapelle et rue), Jodoigne, Gistoux et Han-sur-Lesse, où elle est représentée sur un vitrail de l'église paroissiale.
La sainte est invoquée contre la peste, la pleurésie, la fièvre, le mal de gorge, et également contre les maladies graves affectant le bétail.